# Jet quenching
Il jet quenching (in italiano traducibile come "smorzamento del getto") è un fenomeno che avviene durante la collisione di particelle subatomiche ad alte energie.
In generale, la collisione di particelle ad alte energie può produrre getti di particelle elementari che emergono da queste collisioni. Le collisioni di fasci di ioni pesanti ultra-relativistici crea un mezzo denso e caldo comparabile alle condizioni dei primi istanti dalla fusione di due stelle di neutroni - come il GW170817- dove vengono prodotte enormi quantità di particelle pesanti come atomi di oro, platino, erbio, bario e molti altri elementi o dell'universo primordiale, e quindi questi getti interagiscono fortemente con il mezzo, conducendoli così ad una riduzione marcata della loro energia. Questa riduzione di energia è chiamata: "jet quenching".